# Teuschnitz (Kremnitz)
Die Teuschnitz ist ein gut 12 km langer rechter bzw. nordwestlicher Zufluss der Kremnitz.

## Name
Der gleichnamige Ort Teuschnitz wurde im Jahr 1187 als Tuschice zum ersten Mal schriftlich erwähnt. Der Name leitet sich vom slawischen Wort *tuch „muffig“ und der Endung ice ab.

## Verlauf
Die Teuschnitz entspringt im Frankenwald nördlich vom Teuschnitz und mündet bei Wilhelmsthal-Gifting in die  Kremnitz.